# فلاح وليد
فلاح وليد (مواليد 13 سبتمبر 1998, لاعب كرة قدم إماراتي يجيد اللعب في الوسط مع نادي دبا الحصن الإماراتي .

## مسيرة اللاعب
بدايته كانت في الفئات السنية في نادي العين و وصل للفريق الأول في عام 2018 و أعير إلى نادي خورفكان في صيف 2020 لمدة موسمين وانتقل إلى نادي دبا الحصن في عام 2024.

## روابط خارجية
- فلاح وليد على موقع Soccerway.com (الإنجليزية)